# INFOMET
INFOMET bezeichnet die vom Deutschen Wetterdienst telefonisch bereitgestellten flugmeteorologischen Informationen. Entsprechende Telefonzentralen befinden sich in Hamburg, Berlin, Köln/Bonn, Leipzig, Frankfurt und München. Es findet jedoch keine individuelle Beratung statt.
Folgende Informationen können über INFOMET abgerufen werden:
- METAR-Meldungen, die Informationen über die Wetterlage an einem Flugplatz beinhalten,
- Terminal Aerodrome Forecasts, die eine Flugwettervorhersage für größere Flugplätze beinhalten,
- SIGMET-Meldungen, die vor gefährlichen Wettererscheinungen warnen,
- GAMET-Meldungen, eine Gebietswettervorhersage für Flüge in niedrigen Höhen,
- AIRMET-Meldungen, die bei Bedarf ausgegeben werden und Informationen über weniger gefährliche Wettererscheinungen im Unteren Luftraum beinhalten,
- SYNOP-Meldungen, aktuelle Meldungen von Wetterstationen,
- Einzelangaben aus Flugwetterberichten,
- Informationen aus Wetterkarten (Höhenwinde, Temperaturen etc.) und
- Informationen aus Satelliten- und Wetterradarbildern.[1]